# Ariel Lin

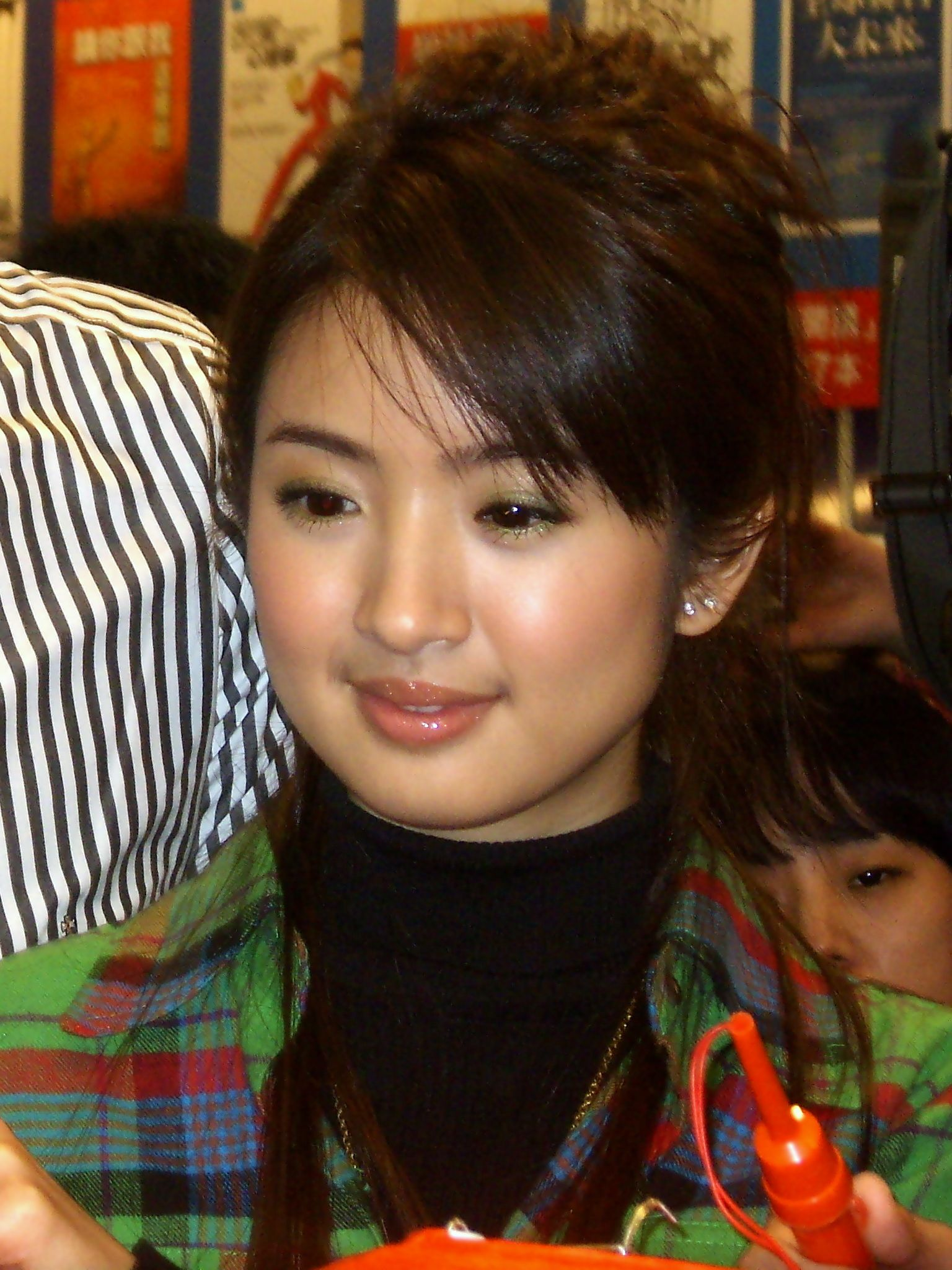
Ariel Lin (2008)

Ariel Lin (* 29. Oktober 1982 in Taipeh; eigentlicher Name Lin Yi Chen) ist eine taiwanische Schauspielerin und Sängerin.
Ihr Debüt hatte sie 2002 in dem Drama True Love 18. Danach ist sie bei weiteren Serien zu sehen, so unter anderem in dem Drama Love Contract mit Mike He. Ihren endgültigen Durchbruch hatte sie 2005 an der Seite von Joe Cheng in der TV-Serie It Started With a Kiss, die auf dem japanischen Manga Itazura na Kiss basiert. 2007 erfolgte der zweite Teil der Serie unter dem Namen They Kiss Again, wiederum mit Joe Cheng. Seitdem gehört sie zu den populärsten Schauspielerinnen Taiwans.
Neben der Schauspielerei studiert sie Koreanisch an der Chengchi-Nationaluniversität in Taipeh.

## Frühe Lebensjahren
Lin wurde in Yilan, Taiwan, in eine Familie mit mittlerem Einkommen geboren. Sie hat einen jüngeren Bruder. Ihre Eltern ließen sich in jungen Jahren scheiden und sie wurde von ihrer Mutter großgezogen. Lin lebte viele Jahre in Armut. 2014 half Lin dabei, ihre entfremdeten Eltern zu versöhnen.  [1]
Lin hat einen BA in Koreanisch und Literatur von der National Chengchi University. Sie erhielt ihren Master of Arts (MA) in Schauspiel an der Royal Central School für Sprache und Theater der Universität London im Jahr 2014.

## Persönliches Leben
Im Juni 2008 wurde bei Lin eine 2-cm-Zyste an der Hypophyse diagnostiziert, woraufhin sie im Februar 2009 operiert wurde.
Am 24. Dezember 2014 heiratete Lin den Geschäftsmann Charles Lin.  Das Paar wurde von gemeinsamen Freunden vorgestellt. Anschließend begannen die beiden bis zu ihrer Heirat miteinander auszugehen.

## Filmografie

### Serien
- 2002: True Love 18
- 2003: Ming Yang Si Hai
- 2003: My Secret Garden
- 2003: Seventh Grade
- 2004: My Secret Garden II
- 2004: Love Contract
- 2005: It Started With a Kiss
- 2006: Tian Wai Fei Xian/The Fairy from Wonderland
- 2006: Tokyo Juliet
- 2007: They Kiss Again
- 2008: Legend of the Condor Heroes
- 2008: Love or Bread
- 2011: In Time With You
- 2013: Prince of Lan Ling
- 2016: Who’s the Murderer
- 2018: Old Boy
- 2019: I Will Never Let You Go

### Filme
- 2003: Kung Fu Girls
- 2003: Love Me, If You Can
- 2004: Free as Love
- 2006: The Little Fairy
- 2011: Love Sick
- 2013: Mayday Nowhere 3D
- 2014: Sweet Alibis
- 2015: Another Woman
- 2015: Go Lala Go 2
- 2016: My Egg Boy
- 2017: The Mysterious Family
- 2025: Shi ming

## Theater
- 2009–2010: Man and Woman, War and Peace

## Diskografie

### Studio albums
| Year | Englischer Titel    | Originaler Titel | Veröffentlichtes Datum | Label       |
| ---- | ------------------- | ---------------- | ---------------------- | ----------- |
| 2007 | Adventure of Lunia  | 路尼亞戰記       | 19. November 2007      |             |
| 2009 | Blissful Encounter  | 幸福遇見         | 10 July 2009           | Avex Taiwan |
| 2010 | A Wonderful Journey | 美好的旅行       | 21. August 2010        | Avex Taiwan |

### Singles
| Year | Englischer Titel           | Originaler Titel | Anmerkungen                                      |
| ---- | -------------------------- | ---------------- | ------------------------------------------------ |
| 2004 | Cha Cha                    |                  | My Secret Garden II original soundtrack          |
| 2004 | Lonely Northern Hemisphere | 孤單北半球       | Love Contract ending theme song                  |
| 2005 | The Way Home               | 歸途             | April Snow original soundtrack (chinese version) |
| 2006 | It Had to Be You           | 非你莫屬         | Tokyo Juliet ending theme song                   |
| 2007 | You                        | 你               | They Kiss Again ending theme song                |
| 2007 | Record of Lunia War        | 路尼亞戰記主題曲 | Lunia: Record of Lunia War theme song            |
| 2008 | The Taste of Bread         | 麵包的滋味       | Love or Bread ending theme song                  |
| 2010 | Guardian Star              | 守護星           | Prius Online theme song                          |
| 2011 | Wings                      | 翅膀             | In Time with You original soundtrack             |

## Bibliography
2005   Ariel's Blog  林家女孩依晨的青春部落格
2008   Ariel Lin's New York Bagel Diary  林依晨的紐約貝果日記
2010   Ariel's A Wonderful Journey  美好的旅行

## Auszeichnungen und Nominierungen
| Jahr | Vergeben                                  | Kategorie                          | Nominierte Arbeit         | Ergebnis  |
| ---- | ----------------------------------------- | ---------------------------------- | ------------------------- | --------- |
| 2003 | 40. Golden Horse Awards                   | Beste Schauspielerin               | Lieb mich, wenn du kannst | Nominiert |
| 2008 | 43. Golden Bell Awards                    | Beste Schauspielerin               | Sie küssen sich wieder    | Gewonnen  |
| 2012 | 47. Golden Bell Awards                    | Beste Schauspielerin               | In der Zeit mit dir       | Gewonnen  |
| 2014 | 13. Huading Awards                        | Beste Schauspielerin (Altes Drama) | Prinz von Lan Ling        | Nominiert |
| 2015 | 10. Seoul International Drama Awards [44] | Asia Star Grand Award              | N / A                     | Gewonnen  |